# روبرت هوبر (سباح)
روبرت هوبر (مواليد 11 سبتمبر 1918) هو سبّاح كندي، مثّل بلاده في الألعاب الأولمبية الصيفية 1936.

## روابط خارجية
روبرت هوبر على موقع الاتحاد الدولي للسباحة (الإنجليزية)
- روبرت هوبر على موقع اللجنة الأولمبية الدولية (الإنجليزية)
- روبرت هوبر على موقع أوليمبيديا (الإنجليزية)
- روبرت هوبر على موقع اللجنة الأولمبية الكندية (الإنجليزية)